# Aalborg
 Ovo je glavno značenje pojma Aalborg. Za druga značenja pogledajte Aalborg (razdvojba).
Aalborg, stari grad i luka na sjevernom dijelu poluotoka Jyllanda (Region Nordjylland)  na Limfjordu povezan mostovima s gradom Nørresundby čini četvrti najveći grad u Danskoj.
Ime grada je bilo poznato kao Alebu ili Alabur na kovanicama iz 1040. god. U katastru kralja Valdemara (lat. Liber Census Daniæ) iz 1231. naziva se Aleburgh. Smatra se da je ime došlo od riječi áll. 

## Stanovništvo i gospodarstvo
123.432 stanovnika (2010.) uključujući i Nørresundby. 
Ribolov (sleđevi). Tvornice cementa, duhana, tekstila, kemijskih proizvoda, žestokih pića, brodogradnja. Zračna luka.
1342. grad dobiva status trgovačkog grada. Od 1624. luka je važna za lov haringa, znatna je industrija piva, sapuna, šećera,  trgovina ribom, stočarskim proizvodima i kredom. Pored biblioteka
i muzeja čuvena je nautička škola.

## Povijest i kulturne znamenitosti
Spominje se već u 11. stoljeću kao važno trgovačko mjesto. Ima vrijednih građevina iz srednjega vijeka (katedrala i bolnica iz 15 st.), renesansni dvorac iz 16.  st., ljekarnu.